# Pàvel Pernikov
Pàvel Pernikov (en rus, Павел Перников; en belarús, Павал Пернікаў, "Pàvel Pernikau") (1992), és un militant belarús pels drets humans i també un contribuïdor de la Viquipèdia, i, des del 7 d'abril de 2022, pres polític.

## Biografia
Entre 2010 i 2015, estudià a la Universitat Estatal de Brest A. S. Puixkin a Brest, a Belarús. El 2013, participà al concurs de treballs estudiantils per al vintè aniversari de la Conferència Mundial sobre Drets Humans i rebé un diploma de l'oficina de les Nacions Unides a Belarús. També participà en activitats de drets humans a la regió de Brest.
És membre del consell d'administració de la secció belarussa de la Societat Internacional pels Drets Humans, i cap al 2021, en dirigia el servei de premsa.

### Viquipèdia
Pernikov s'inscrigué a la Viquipèdia el 25 d'agost de 2014 amb el pseudònim Pr12402. En set anys feu més de 84.000 modificacions de l'enciclopèdia lliure. El 27 de desembre de 2021, el seu compte fou bloquejat i se li suprimiren paràgrafs de molts articles de les versions belarussa i russa relacionats amb l'oposició política al cap de l'Estat Aleksandr Lukaixenko.
Entre altres qüestions, els paràgrafs afectats parlaven de les sancions internacionals contra Lukaixenko, les reaccions internacionals per la detenció de la política Maria Kalèsnikava, els esdeveniments de 2020-2021 dins de l'article sobre la llibertat d'expressió a Belarús, la resolució del Congrés dels Estats Units dins de l'article dedicat al règim de Lukaixenko, i les reaccions incloses a la llista de les persones mortes a les Protestes a Belarús del 2020-2021. A la versió russa, en concret, els passatges suprimits es referien a: l'estatut de pres polític de Maria Kalèsnikava, el règim autoritari de Lukaixenko, i molts exemples inclosos a l'article sobre la censura a Belarús. L'endemà, el seu compte fou bloquejat. Que era un compte compromès no admetia cap mena de dubte, segons el viquipedista que van entrevistar per al diari digital rus Mediazona.

### Detenció, enjudiciament i condemna
Tres mesos més tard, el 28 de març de 2022, fou detingut i la fiscalia de Brest anuncià que encausava "un home sense feina de 30 anys resident a Brest" per haver difamat la República de Belarús a la Viquipèdia (article 369.1 del codi penal). El 7 d'abril de 2022, el tribunal de Brest el condemnà a dos anys de presó per haver difamat Belarús amb les seves importants contribucions als articles de Guennadi Xutov i de Verònika Txerkàssova, a més d'haver publicat, al lloc web d'una organització de defensa dels drets humans, un article sobre la tortura i la mort als centres de detenció belarussos.

### Reaccions
L'11 d'abril de 2022, Pernikov i altres 17 ciutadans belarussos foren reconeguts com a presos polítics per cinc associacions belarusses defensores dels drets humans (inclosa l'Associació de Periodistes). Totes aquestes entitats exigeixen l'alliberament de tots ells i que se suspenguin les causes criminals que hi ha obertes contra ells.